# 艾麗絲·安德魯斯
艾麗絲·安德魯斯（英語：Ellesse Andrews，1999年12月31日—），新西蘭單車運動員，她代表新西蘭隊參加了日本舉行的2020年夏季奧林匹克運動會，並且在女子凱林賽上獲得銀牌。